# Catanzaro Lido
Catanzaro Lido è il quartiere costiero di Catanzaro. Con 12 385 abitanti (2016), è il quartiere più popoloso della città. Originariamente era chiamato Marina di Catanzaro. Insieme ai quartieri Aranceto, Barone, Corvo e Fortuna formava la quarta circoscrizione comunale. È distante circa 15 km dal centro cittadino e si estende per circa 10 km lungo costa ionica (in particolare, sul Golfo di Squillace).
Nonostante rappresenti l'estrema periferia sud della città, viene considerato dai cittadini come un vero e proprio centro cittadino sul mare, il "centro turistico-balneare" di Catanzaro, col suo lungomare e strutture ricettive. Proprio dal quartiere inizia il tratto di costa di circa 20 km che va fino a Soverato, soggetto ad importanti flussi turistici estivi.
È la zona universitaria della città ed è uno snodo fondamentale per quanto riguarda i trasporti; è infatti sede del porto cittadino ed è attraversato dalla linea ferroviaria e dalla strada statale 106 Jonica, importante arteria di comunicazione che unisce Reggio Calabria a Taranto costeggiando il mar Jonio, passando da Crotone e da Corigliano-Rossano.
Dal 2023, la marina di Catanzaro e, in particolare, la spiaggia di Giovino, è insignita della Bandiera blu.

## Storia

### Dalle origini al XIX secolo
L'area sulla quale insiste l'odierno quartiere di Catanzaro Lido è compresa fra due fiumi, l'Alli e il Corace, anticamente chiamato "Crotalo". Proprio da ciò deriverebbe l'antica denominazione della zona, "Crotala", nel periodo pre-greco. L'area fu successivamente inglobata dalla colonia greca di Scolacium, i cui resti furono scoperti nel 1982, sul territorio della frazione Roccelletta, del comune di Borgia. In seguito alle incursioni turche, la popolazione che abitava la costa, nel tentativo di sfuggire, si riversò sul colle Zarapotamo (attuale quartiere di Santa Maria), e successivamente sul Triavonà, uno sperone roccioso posto a circa 300 metri sul livello del mare sul quale, successivamente, fu fondata l'attuale città di Catanzaro. La costa fu lentamente ripopolata a partire dal XII secolo, allorquando dalla città di Catanzaro vi si spostarono famiglie di pescatori che ne iniziarono progressivamente la colonizzazione.
Nel 1623 fu costruito il primo luogo di culto, una chiesetta successivamente dedicata a Santa Maria di Porto Salvo, patrona dei marinai.
Lo sviluppo vero e proprio dell'allora "villaggio Marina" (denominazione acquisita 29 marzo 1852) si ebbe comunque a partire dal XIX secolo. Fino ad allora, la zona veniva assimilata semplicemente a "case sparse", ovvero singole abitazione incapaci di costituire un nucleo abitato. L'incremento popolativo fu favorito anche dalle persone provenienti dai centri costieri limitrofi. In questo periodo il quartiere ottenne anche un deciso impulso commerciale grazie alla costruzione di un ormeggio e di una banchine che permise l'approdo di piroscafi che trasportavano posta e merci. Ben presto, grazie al trasporto e al commercio via mare, si insediarono nella zona diverse fabbriche che comportarono agli abitanti un benessere diffuso. La zona iniziò, inoltre, ad essere meta di villeggiatura; infatti, nonostante nel 1845 venisse ancora considerata zona malarica, numerosi processi di bonifica fecero si che i nobili catanzaresi iniziassero a frequentare le sue spiagge. Altresì, vi furono anche utenti che decidevano di frequentare la zona grazie alle proprietà antireumatiche delle acque del mare.
Nel 1875 fu ultimata la costruzione della stazione ferroviaria. L'approdo della linea ferrata accelerò esponenzialmente lo sviluppo commerciale della zona. Tuttavia, l'orografia del territorio, assolutamente pianeggiante, non garantiva un corretto deflusso delle acque reflue, il quale comprometteva la situazione igienico-sanitaria del territorio. Le opportune bonifiche furono avviate in occasione della costruzione della stazione ferroviaria e si protrasero fino al 1878. Conseguentemente, iniziò un processo capillare di riassetto urbanistico del quartiere. Alcune importanti arterie furono create in quel periodo e altre furono invece regolamentate, come ad esempio l'antica via Chiubica, principale asse viario del centro, che prese il nome di Corso Progresso.

### Il XX secolo
I primi lidi sorsero a inizio Novecento; si trattava, principalmente, di stabilimenti balneari la cui fruizione era limitata ai ceti più abbienti della città. Tale opere, furono portate avanti, in principio da forestieri.

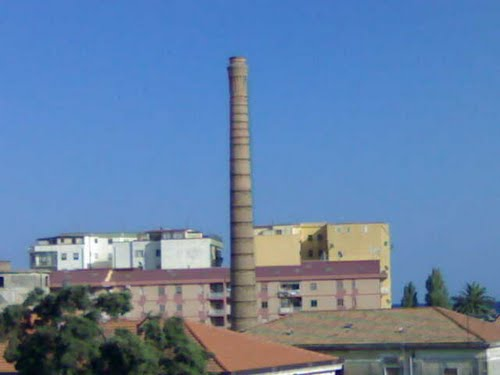
La torre Tannina, simbolo del retaggio industriale del quartiere.

Di concerto con lo sviluppo della vocazione balneare del quartiere, si sviluppò anche quella industriale; all'inizio del XX secolo, la Marina di Catanzaro era il principale aggregato industriale della Provincia, secondo solo a Crotone (che fino al 1992 fece parte della Provincia di Catanzaro). Gran parte dell'attività industriale era in stretta relazione con l'agricoltura, in particolare legata alla produzione di latticini e olio. Nel 1924 vi si stabilì anche la Ledoga, azienda chimica francese specializzata nella produzione dell'acido tannico. Altre aziende operanti erano il Confetturificio Meridionale Angelo Villani e gli oleifici Gaslini, Olearia e Siac. Il tessuto economico del quartiere fu seriamente compromesso dal secondo conflitto bellico. Terminato il conflitto, vi fu la ripresa del comparto agricolo che rese il quartiere il principale polo industriale della città.
La Marina di Catanzaro, che prese il nome di "Lido di Catanzaro" negli anni sessanta, soffrì l'isolamento nei confronti del nucleo principale della città di Catanzaro, sviluppatasi a partire dal secondo dopoguerra sulle colline in direzione nord rispetto al centro storico anziché verso il mare, causata da una atavica carenza di servizi essenziali che ebbe come conseguenza la parziale perdita della connotazione industriale e commerciale del quartiere. L'espansione urbanistica si manifestò in maniera disordinata verso est, in direzione Crotone, con la creazione dell'abitato di Giovino, e verso nord, col quartiere Fortuna, che ebbe come spinta propulsoria la nascita della parrocchia di Sant'Anna e l'edificazione della relativa chiesa.
Nello stesso periodo iniziò la costruzione del porto. I lavori rimasero fermi per decenni, tuttavia Lido fu colpita da numerose mareggiate causate dalla deviazione delle correnti dovute agli stessi lavori. Nel 1972, una violentissima mareggiata che investì la costa jonica nelle giornate del 17 e 18 gennaio distrusse il vecchio lungomare; per tutelare l'abitato dalla forza del mare e, a protezione di quest'ultimo, fu innalzato un muro di cemento armato sulla spiaggia. L'opera caratterizza da allora il waterfront cittadino.

### Il nuovo millennio
All'inizio del nuovo millennio, fu intrapresa una massiccia opera di riqualificazione del litorale e di alcune sue zone, in particolare Giovino, con la sistemazione della grande pineta parallela alla spiaggia, adibita a parco costiero, e la costruzione di un nuovo tratto di lungomare, il cui ultimo lotto è stato inaugurato nel 2016, che ha favorito l'insediamento di stabilimenti balneari e strutture ricettive. Nei primi mesi del 2017 è stato inaugurato anche il Parco Gaslini, il primo parco pubblico del quartiere.
A partire dagli anni duemiladieci, con lo spostamento delle facoltà universitarie nel nuovo campus ubicato nel quartiere di Germaneto, ultimato nel 2006, il quartiere ha richiamato a sé la popolazione universitaria catanzarese, a svantaggio dei quartieri centrali della città, che usufruivano dell'importante gettito popolativo in virtù della dislocazione delle facoltà in più strutture nella zona nord della città. Conseguenze logiche, una sostanziale crescita del business legato agli affitti e la proliferazione di locali di somministrazione di cibi e bevande e discoteche legati al fenomeno della movida.

## Monumenti e luoghi di interesse

### Architetture religiose

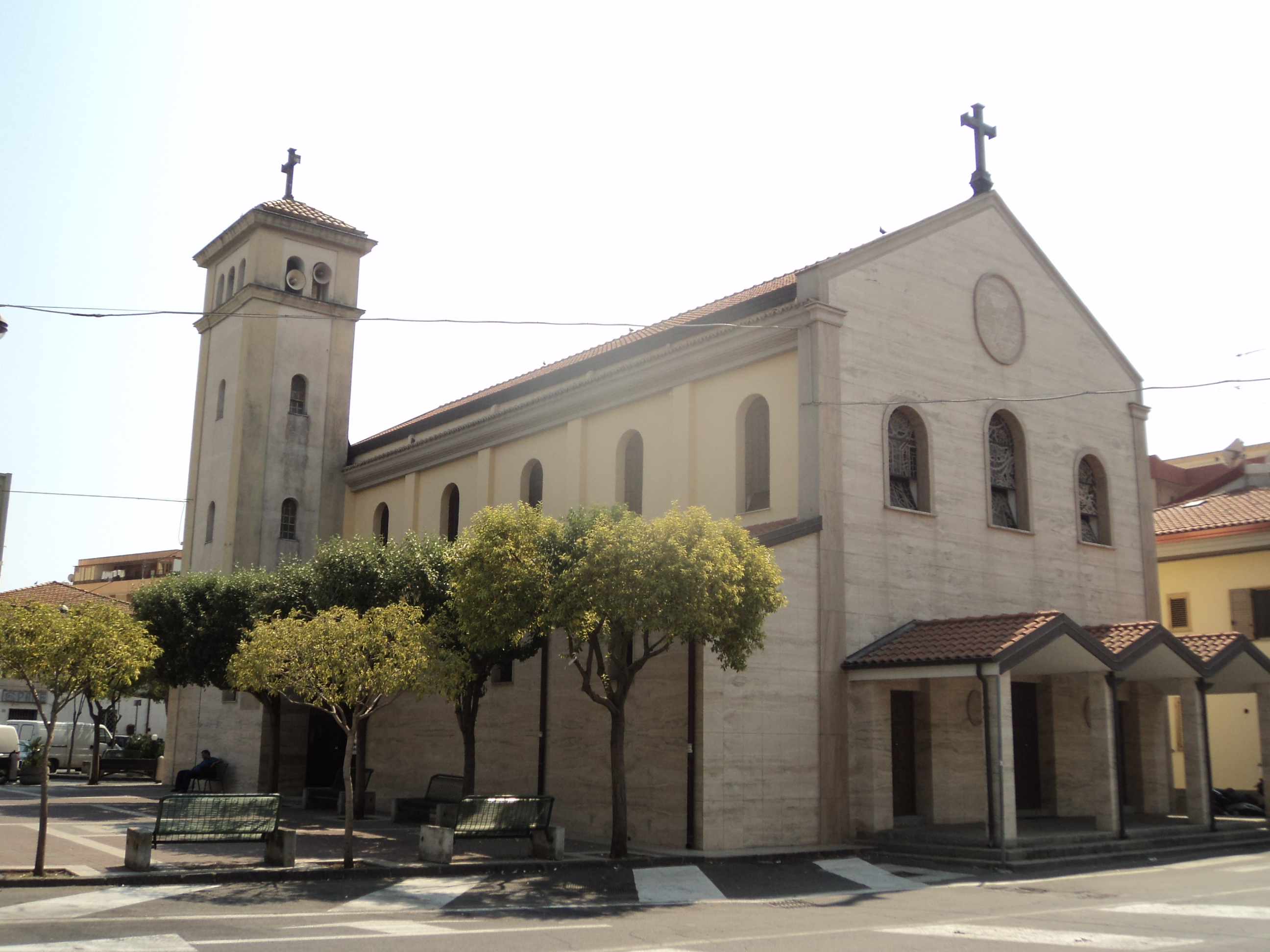
La Chiesa di Santa Maria di Porto Salvo.

A Catanzaro Lido sono presenti quattro chiese parrocchiali. La più antica è la Chiesa di Santa Maria di Porto Salvo, sita in piazza Anita Garibaldi. Fu edificata nel 1832 per sopperire al problema dell'assenza di veri e propri luoghi di culto nel quartiere. In origine la chiesa era una cappella ricavata da un magazzino. Fu ricostruita nella sua forma attuale nel 1955. La chiesa è legata alla principale festa religiosa del quartiere, quella in onore della Madonna di Porto.
Nel rione Fortuna è ubicata la Chiesa parrocchiale di Sant'Anna, che venne aperta al pubblico il 22 agosto del 1970.
Nel rione Casciolino sorge la Chiesa del Sacro Cuore. La parrocchia fu istituita nel 1959 e i lavori per la costruzione della chiesa iniziarono nel 1961. L'apertura della struttura avvenne invece ufficialmente nel 1966. Il luogo dove prima di allora si svolgevano le cerimonie religiose era un piccolo oratorio che fu distrutto da un incendio nel 1967.
La chiesa più giovane della zona è quella di Santa Teresa di Gesù Bambino, nel rione Giovino. Sebbene il moderno edificio sia stato inaugurato nel 2017, l'istituzione della parrocchia risale a circa vent'anni prima. Prima della costruzione della chiesa, le funzioni venivano svolte in una struttura privata adattata allo scopo. La chiesa ospita le reliquie dei beati Louis Martin e Marie-Azélie Guérin Martin, genitori di Santa Teresa di Lisieux.
A Catanzaro Lido è ubicato uno dei quattro cimiteri cittadini.

### Aree naturali
La principale e più estesa area naturale del quartiere è la pineta di Giovino, chiamata parco costiero di Giovino, che costeggia la spiaggia e il lungomare della zona. L'area è stata profondamente riqualificata nei primi anni duemila ed è stata fornita di attrezzature necessarie per lo svolgimento di sport all'aperto. Procedendo in direzione nord, nella zona rurale e non urbanizzata dell'abitato si è sviluppata, nel corso degli anni, un'oasi naturalistica caratterizzata dalla formazione spontanea di dune e dalla presenza di rare varietà floristiche e faunistiche. A partire dal 2018, sono nate numerose associazioni e comitati spontanei di cittadini a sostegno della tutela e della salvaguardia dell'area, con lo scopo principale di ottenere il riconoscimento di riserva naturale regionale.
Nel mese di maggio del 2025, il Consiglio Regionale della Calabria approva la legge che istituisce la "Riserva naturale regionale delle Dune di Giovino", la prima riserva naturale protetta sul territorio comunale della città di Catanzaro.
Nel 2017 sono stati ultimati i lavori per la costruzione del Parco Gaslini, area verde attrezzata di 13 000 metri quadrati con parco giochi, uno degli skatepark più grandi del Sud Italia e campetti da calcio a 5, basket e pallavolo. Il parco è il risultato di un importante progetto di riqualificazione urbana che ha permesso di reintegrare nel tessuto urbano l'area sulla quale sorgeva uno dei principali complessi industriali di Lido, l'oleificio Gaslini. Tramite un sondaggio web, i cittadini hanno propenso per il mantenimento della storica sigla industriale nel nome del parco.

### Altro
I principali monumenti di Catanzaro Lido sono:
- Ancora: monumento dedicato ai caduti del mare, ubicato sul waterfont cittadino. È un'imponente opera d'arte in cemento caratterizzata dalla presenza di una grande ancora in ferro.[33]
- Torre Tonnina: è una ciminiera, unico elemento rimasto della fabbrica Ledoga, stabilitosi a Lido nel 1924, alta 30 metri. È uno dei principali esempi di architettura industriale della città di Catanzaro e simbolo del retaggio produttivo e commerciale del quartiere.[34]
- Monumento ai caduti della Grande Guerra: situato in piazza Anita Garibaldi, è un corpo scultoreo in marmo e bronzo.[33]
- La Gutta: collocata nei giardinetti dedicati al cantautore livornese Piero Ciampi (che nella sua vita ebbe un forte legame con la città di Catanzaro),[35] è una grande boa circolare in ferro la cui originaria funzione era fungere da approdo per i naviganti. Fu ripescata dalle acque antistanti il quartiere nel mese di settembre del 1995 dopo che si inabissò negli anni settanta a causa di una mareggiata.[36]

## Società

### Evoluzione demografica
- 1871: circa 2 000 abitanti;[5]
- 1921: 4 259 abitanti (di cui 2 981 nel nucleo storico);[8]
- 1938: 5 258 abitanti;[37]
- 1961: circa 6 000 abitanti;[38]
- febbraio 2016: 12 385 abitanti.[1]

### Istituzioni, enti e associazioni
Hanno sede a Catanzaro Lido l'ufficio scolastico provinciale e l'ufficio scolastico regionale; inoltre, ha avuto sede nel quartiere marinaro, fino al 2015, la Stazione unica appaltante della regione Calabria, prima di trasferirsi nei locali della nuova cittadella regionale nel quartiere Germaneto.

## Trasporti
Catanzaro Lido dispone di due stazioni ferroviarie che, nonostante ne portino il nome, sono ubicate amministrativamente nel quartiere Fortuna. La prima, la stazione R.F.I., è il principale terminal ferroviario della città dopo la dismissione della stazione di Catanzaro Sala nel 2008. È entrata in servizio nel 1875, risultando dunque la prima stazione ad entrare in funzione in città.
La seconda è la stazione delle Ferrovie della Calabria, capolinea della linea Cosenza-Catanzaro Lido e della cosiddetta Metropolitana di Catanzaro.
Altra importante infrastruttura è il porto turistico i cui lavori, iniziati negli anni sessanta, sono rimasti fermi per decenni prima della ripresa negli anni duemiladieci e la presentazione del progetto definitivo nel 2019.

## Sport
Nella zona di Giovino sorge il principale complesso sportivo polifunzionale della città, il PoliGiovino. Fu edificato nei primi anni duemila ed è composto principalmente da un campo di calcio in erba naturale circondato da una pista di atletica, da una piscina coperta capace di ospitare 750 spettatori e da un palazzetto dello sport che ospita le gare della Planet Basket, il principale sodalizio cestistico di Catanzaro. A partire dal 2013, l'impianto è sede fissa degli allenamenti dell'Unione Sportiva Catanzaro 1929, principale società calcistica della città per tradizione, che nel 2023 ha acquisito dalla Provincia il campo da calcio, con annessi tribuna e spogliatoio, facendone il proprio centro di allenamento di proprietà.
Altri impianti sportivi sono lo stadio Andrea Curto, con terreno in erba sintetica, e i campi da tennis in terra rossa del Tennis Club Catanzaro Lido. A Lido sono ubicate anche le strutture sportive del Dopolavoro Ferroviario.
Fino al 2023, la principale società sportiva calcistica che rappresentava il quartiere è stata lo Sporting Catanzaro Lido, militante nel campionato regionale di Promozione, che era anche la seconda società calcistica della città per importanza.